# Vườn quốc gia Murramarang

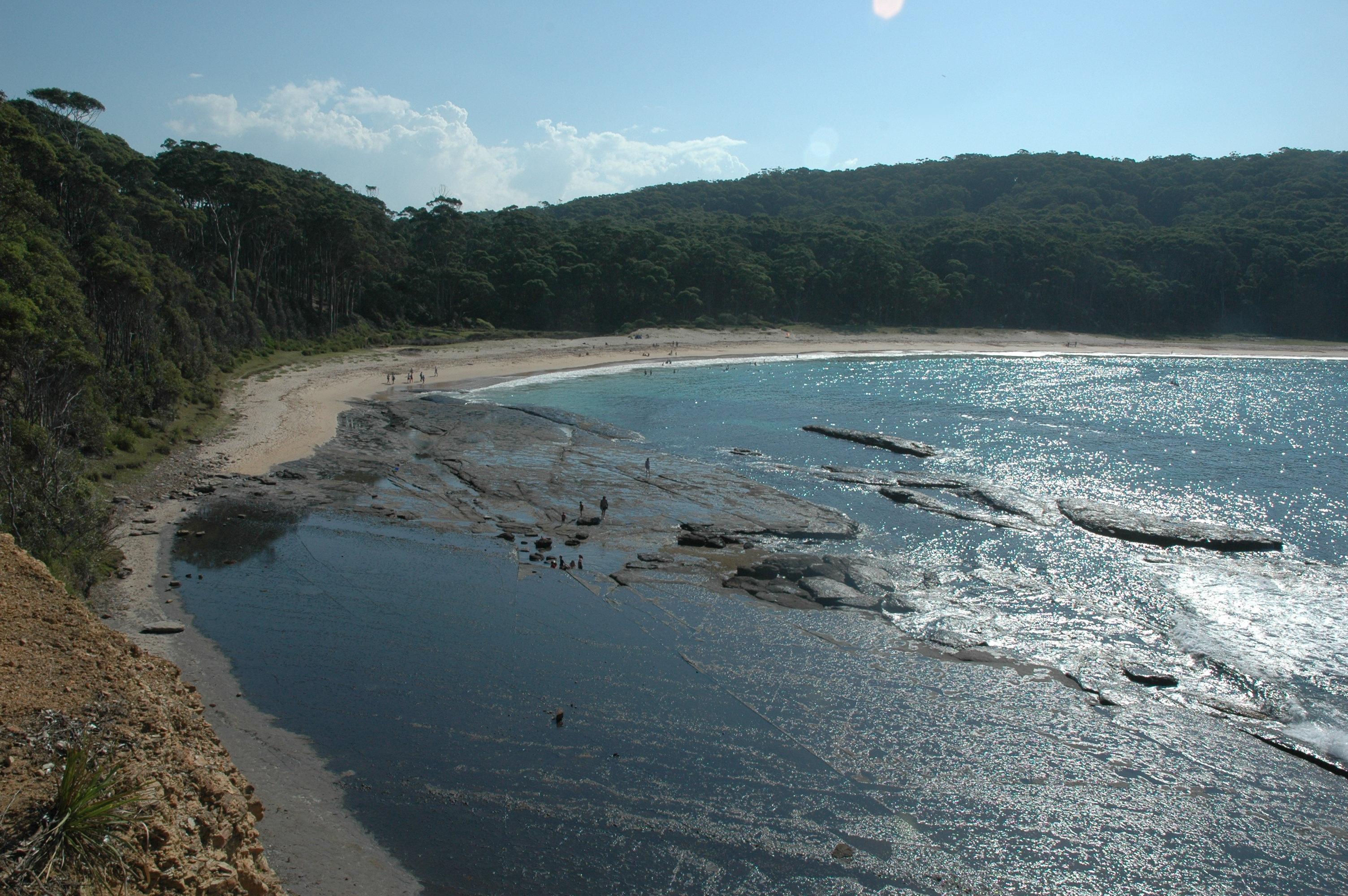
Depot Beach.

Vườn quốc gia Murramarang là một vườn quốc gia ở bang New South Wales, Úc, cách thành phố Sydney 206 km về phía tây nam. Vườn quốc gia này nằm dọc theo bờ biển từ Long Beach bắc tới Merry Beach gần Ulladulla. Vườn này có 3 khu rừng quốc gia bao quanh là các rừng Kioloa, South Brooman và Benandarrah.

## Bãi biển Pebbly

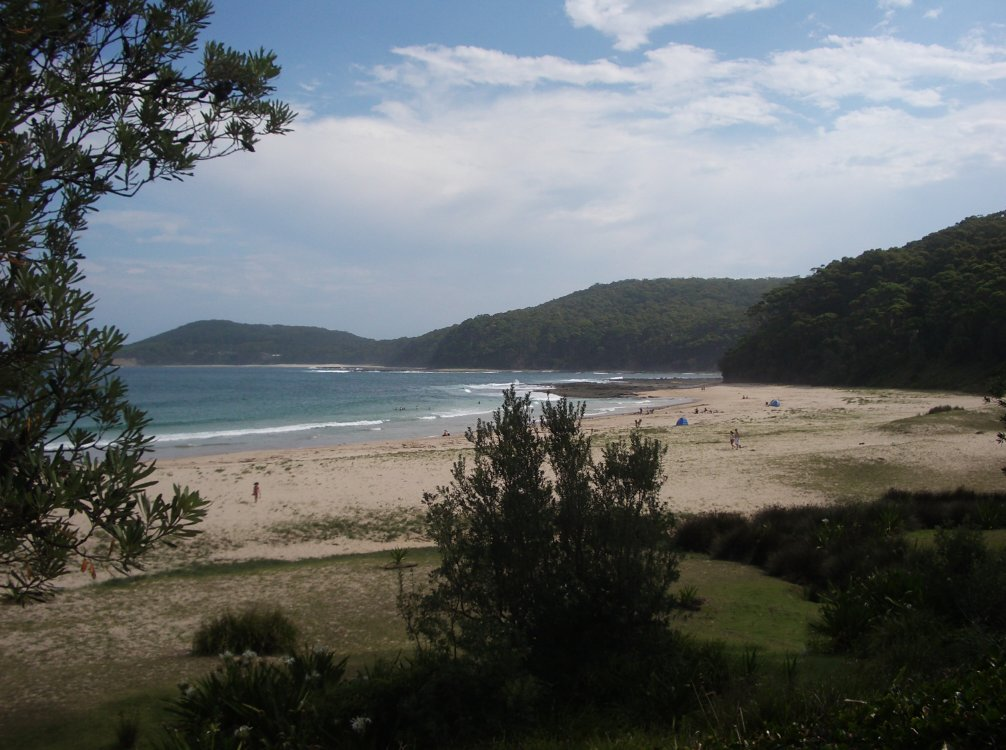
Bãi biển Pebbly trong vườn quốc gia Murramarang

Bãi biển Pebbly là một trong các điểm hấp dẫn chính của vườn, nằm giữa 2 mũi đất, tạo thành một bãi biển cát đẹp để bơi lội và lướt ván trên nước, bên trong là đồng cỏ trên vùng nhiều đồi rồi tới khu rừng cây bụi.

## Các điểm hấp dẫn khác
Du khách có thể xem các con Kangaroo gặm cỏ ở gần bãi biển. Khu này cũng có các kỳ đà sinh sống và vô số loài chim.
Trong khu rừng cây bụi sau bãi biển, có khu cắm trại